# Pyrenéerna
Pyrenéerna (spanska: Los Pirineos, franska: Les Pyrénées, katalanska: Els Pirineus, baskiska: Pirinioak el. Auñamendiak), är en bergskedja i sydvästra Europa. Den utgör gräns mellan Frankrike och Spanien. Andorra ligger helt i Pyrenéerna.

## Etymologi
Bergskedjan sägs ha fått sitt namn efter Pyrene som i den grekiska mytologin var dotter till kung Bebryx.

## Geografi och geologi
Pyrenéernas längd är omkring 435 kilometer. Den sträcker sig i öst-västlig riktning från Biscayabukten till Costa Brava. Dess bredd går upp till 130 kilometer. Bergstrakten begränsas i norr av det Akvitanska bäckenet och i syd av Ebroflodens dalgång. Pyrenéerna är liksom Alperna 50 till 100 miljoner år gamla. De veckades alltså under tertiärtiden. Mittzonen består av kristalliniska och paleozoiska bergarter, men på båda sidorna finns mesozoiska och äldre tertiära lager, som genom tryck från båda sidorna pressats in mot centralregionen och överskjutits av denna. Under istiden var Pyrenéerna starkt nedisade, men endast en isström sträckte sig utanför bergen, de andra höll sig inom bergsdalarna. De har väsentligt bidragit att utbilda de för Pyrenéerna typiska halvcirkelformiga dalar, av vilka Cirque de Gavarnie är mest känd. Istidsbildningar är också små sjöbäcken men däremot finns inga större sjöar där till skillnad från i Alperna. Ännu idag finns glaciärer i de högsta delarna av bergen, men de har minskat starkt efter 1920.
Snögränsen ligger på den regnrikare norra sidan vid ca 2 700 meter och på södra sidan vid 3 000 meter. I lägre regioner faller den första snön i oktober och den smälter i juni eller juli. Från bergen strömmar, mest på den norra sidan, en mängd forsande bergbäckar. På flera ställen bildar de höga vattenfall, som i Europa har motsvarigheter bara i Norge. Det högsta är det, som floden Gave de Pau gör i Cirque de Gavarnie med en fallhöjd på 422 meter. Det är samtidigt det högsta i Europa. Pyrenéerna är på båda sidorna åtföljda av yngre bergskedjor. Kalkbergen inom Pyrenéernas bergssystem är rika på grottor. Bergskedjans malmförråd är i allmänhet ringa trots att det finns betydande järnmalmsgruvor. Stenkolslager är huvudsakligen belägna på spanska sidan, medan den franska har flera brunkolsbäddar. Genom naturliga gränser delar man Pyrenéerna i tre avsnitt.
Årsmedeltemperaturen varierar mellan 2,4 °C vid 2300 meter över havet och -3,2 °C cirka 1000 meter högre.

### Östpyrenéerna
De går från Medelhavet till passet Col de la Perche (1 622 meter), som förenar Tets floddal i norr med Segres i syd. Den centrala zonen är här delad i två parallella kedjor. Den norra zonen kulminerar i Puigmal (2 913 meter) och i Serra del Cadi (2 567 meter). Den södra zonen heter Les Alberes.

### Centralpyrenéerna
Pyrenéernas huvudkam utgörs av en bred zon med mest kambriska och siluriska skiffrar, över vilka höjer sig flera granitmassiv som är ordnade i fyra parallella rader. Branta och korta tvärdalar för till cirkelformiga dalar, och vid bergets norra fot finns en mängd varma källor. På huvudkammen reser sig många höga toppar som bär glaciärer med sällsynta passövergångar. Den sträcker sig mot väster från Val d'Aran till Somportpasset och omfatter kedjans högsta toppar:
- Pico de Aneto (3 404 meter) tillhör massivet Maladeta,
- Pico de Posets (3 375 meter),
- Monte Perdido eller Mont Perdu (3 355 meter).

På franska sidan är den högsta toppen Pique-Longue (3 298 meter) i bergsmassivet Vignemale.

### Västpyrenéerna
Västpyrenéerna har i sin östra hälft ganska höga toppar på över 2 000 meter men de blir allt lägre åt väster. Endast några få toppar är bildade av granit eller paleozoiska lager, medan i regel sandsten från trias- eller kritperioden bildar berggrunden. Här tågade under 700-talet suever, alaner och vandaler in på spanska halvön.

## Flora och fauna
Pyrenéerna är i allmänhet svagt skogbevuxna och även ängsmattorna har en klen vegetation. Lägre delar utmärks av alltid gröna lövträd, högre av kastanjer, ek och bok (intill 1 600 meter). Därefter följer barrträden och slutligen alpina växter.
Enligt en uppskattning från 1980-talet förekommer cirka 3500 olika kärlväxter (arter eller underarter) i bergstrakten. Av dessa lever cirka 800 vid 2300 meter över havet eller högre. De flesta är blomväxter och dessutom registrerades 31 ormbunkar samt 3 nakenfröiga växter.
Bland Pyrenéernas däggdjur finns björn, varg och vildkatt. Vildsvin och hjortar uppträder i skogbevuxna dalar och i bergstrakterna en för Pyrenéerna typisk gems (Rupicapra pyrenaica). Ett annat endemiskt djur är en desman-näbbmus (Galemys pyrenaicus), som finns vid några strömmar på norra och södra sidan. Tjädern, fjällripan och den rödhönan är de viktigaste representanterna för fågelfaunan.

## Övrigt
Pyrenéerna har fått ge namn åt bergskedjan Montes Pyrenaeus på Månen.